# Лук (герб)
Лук (пол. Łuk, Łuk napięty) — польский дворянский герб.

## Описание
В красном поле натянутый лук со стрелой, летящей вверх.

## Герб используют
Ассановичи (Assanowicz), Байрашевичи (Bajraszewicz), Байрашевский (Bajraszewski), Балакиры (Balakir), Божичко (Горват-Божичко), Бржуменские (Brzumienski), Хурамовичи (Churamowicz), Деревинские (Derewinski), Эйдзятовичи (Ejdziatowicz, Eydziatowicz, Eydzialowicz), Гулаки (Gulak), Гулькевичи (Hulkiewicz), Яковлевичи, Каминские (Kaminski), Кершанские (Kierszanski, Kierzanski), Косановские (Kosanowski), Косицкие (Kosicki), Кошицкие (Koszycki), Козаржевские (Kozarzewski), Круковиц (Krukowic), Леляк (Lelak), Лойко (Loyko), Луки (Luk), Лукашевичи (Lukaszewicz), Лункевичи (Lunkiewicz), Наркевичи (Narkiewicz), Пашицы (Paszyc), Пискаржевские (Piskarzewski), Пневские (Pniewski), Подвинские (Podwinski), Пржедржимирские (Przedrzymirski, Przedrzymirski Tur), Пржевальские (Przewalski), Радзиевичи (Radziewicz), Родзевичи (Rodziewicz), Ромазановичи (Romazanowicz), Снитовские (Snitowski), Сухоцкие (Suchocki), Судники (Sudnik), Шегидевичи (Szehidewicz)  Татаровичи (Tatarowicz), Туры (Tur), Заблоцкие (Zablocki).
Лук изм.Каминские (Kaminski), Косаржевские (Kosarzewski), Самовичи (Samowicz).